# 우리네 위성이 하늘에 떴소
우리네 위성이 하늘에 떴소는 조선민주주의인민공화국의 악단 보천보전자악단의 노래이다. 이 노래는 1998년 8월 31일에 발사된 조선민주주의인민공화국의 최초의 인공위성 광명성 1호의 발사를 축하하기 위해 만들어졌다. 이후 조선중앙텔레비죤은 광명성 2호, 3호, 4호가 발사되었을 때도 이 노래를 내보냈다. 방송 뿐만 아니라 예술행사나 김일성광장에서 열린 경축무도회에서도 위성의 발사를 축하하기 위해 이 노래가 쓰인다.

## 같이 보기
- 광명성 1호
- 광명성 2호
- 광명성 3호
- 광명성 4호